# Rabiz
Le rabiz (du russe Rabotchnoy Izkustvo, « art prolétarien ») est un genre musical arménien mettant « les mélodies orientales à la sauce électrique ». Les principaux chanteurs de ce genre sont Aram Asatryan, Tatoul Avoyan, Spitakci Hayko ou Xatuba.